# Fiat 1100
El Fiat 1100, conocido popularmente como «Millecento», es una berlina de categoría media originaria de Italia. También fue producida, entre otros países, como Alemania, Bélgica, la India, en Francia bajo la marca Simca, y en una pequeña serie en Argentina entre los años 1961 y 1969.

## Historia

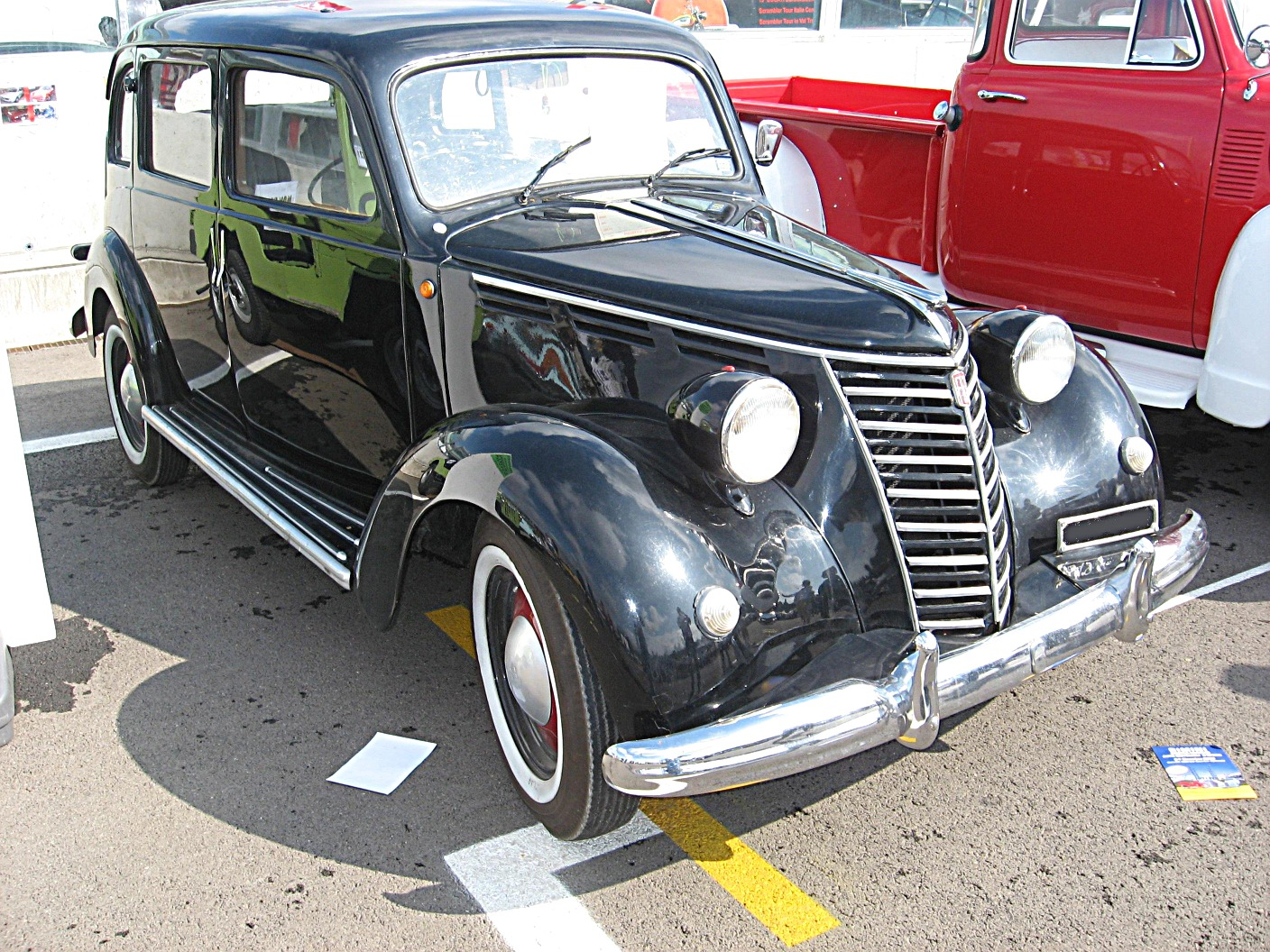
Fiat 1100 de los años 30.

El Fiat 1100 se lanzó en 1937, e inicialmente se denominaba comercialmente y descendía del Fiat Balilla (1932), con lo que se decidió llamarlo Nuova Balilla 1100 (1939–53). Adoptaba el bastidor de la versión deportiva del Balilla, de mayor longitud, y fue equipado con una nueva carrocería completamente metálica. El motor de cuatro cilindros en línea, refrigerado por agua, de 1.089 cm³ y con válvulas en cabeza, desarrollaba 32 CV (24 kW) a 4.000 rpm, permitiéndole alcanzar una velocidad de 110 km/h con un consumo medio estimado de 9 litros cada 100 kilómetros.
Se desarrollaron también versiones descapotables, la berlinetta Mille Miglia y la 508 L. En 1939 fue reestilizado, y se lo llamó oficialmente 1100; también hubo versión cabriolet y de techo corredizo. Inmediatamente después de la Segunda Guerra Mundial (septiembre de 1948), el 1100, ligeramente modificado, asumió la designación de 1100B, y a finales del verano de 1949, llegó el 1100E, ambos se caracterizan exteriormente por la adopción de un compartimiento colocado en la parte trasera, para alojar la rueda de repuesto, este modelo se mantuvo en los concesionarios hasta la primavera de 1953 cuando fue lanzado el Nuova 1100/103.

## Tipo 103

### Fiat 1100-103 (1953–1962)

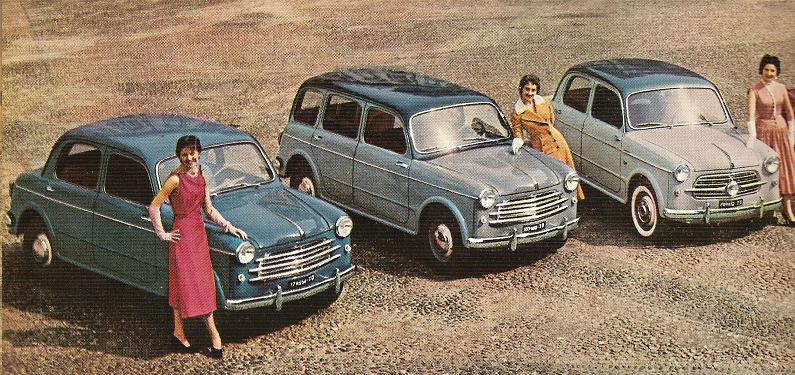
Foto promocional del Fiat 1100-103 (1955)

Los primeros estudios y ensayos del «Proyecto 103» comenzaron al término de la guerra, pero no lograron materializarse sino hasta los años cincuenta, cuando el denominado Fiat 1100-103,  o simplemente 1100 o más popularmente «el Millecento», fue presentado oficialmente el 5 de marzo de 1953 en el Salón del Automóvil de Ginebra. El auto era un turismo compacto de tres volúmenes y apenas 3,60 metros de largo, pero con un habitáculo bastante amplio, con las aperturas de las puertas delantera y trasera desde el centro. El coche conservó el clásico motor de 1.089 cm³ perfeccionado y potenciado, y estrenaba una nueva carrocería monocasco moderna que permitió una reducción de peso de aproximadamente 100 kg. y con guardabarros y luces delanteras integrados.

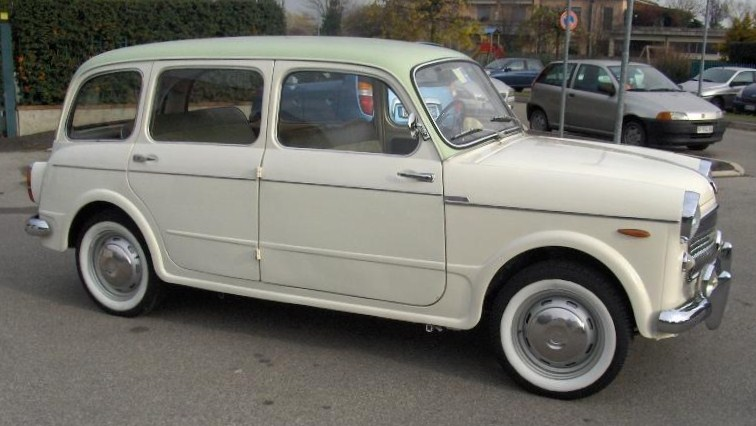
Fiat 1100-103 «Giardinetta» (1960)

En 1954, en el Salón de Ginebra, fue presentada la versión Familiar, carrocería que acompañaría a todos los modelos 1100-103 hasta el final de su vida. Y en 1955, en el Salón del Automóvil de París, Fiat presentó una versión mejorada de la berlina tipo B, denominada 1100-103TV (Turismo Veloce), con una mayor relación de compresión y un carburador de doble cuerpo Weber, lo que elevó la potencia a 51 CV (38 kW) en lugar de la 36 PS (26 kW) de las versiones regulares.

### Fiat 1100-103 Trasformabile

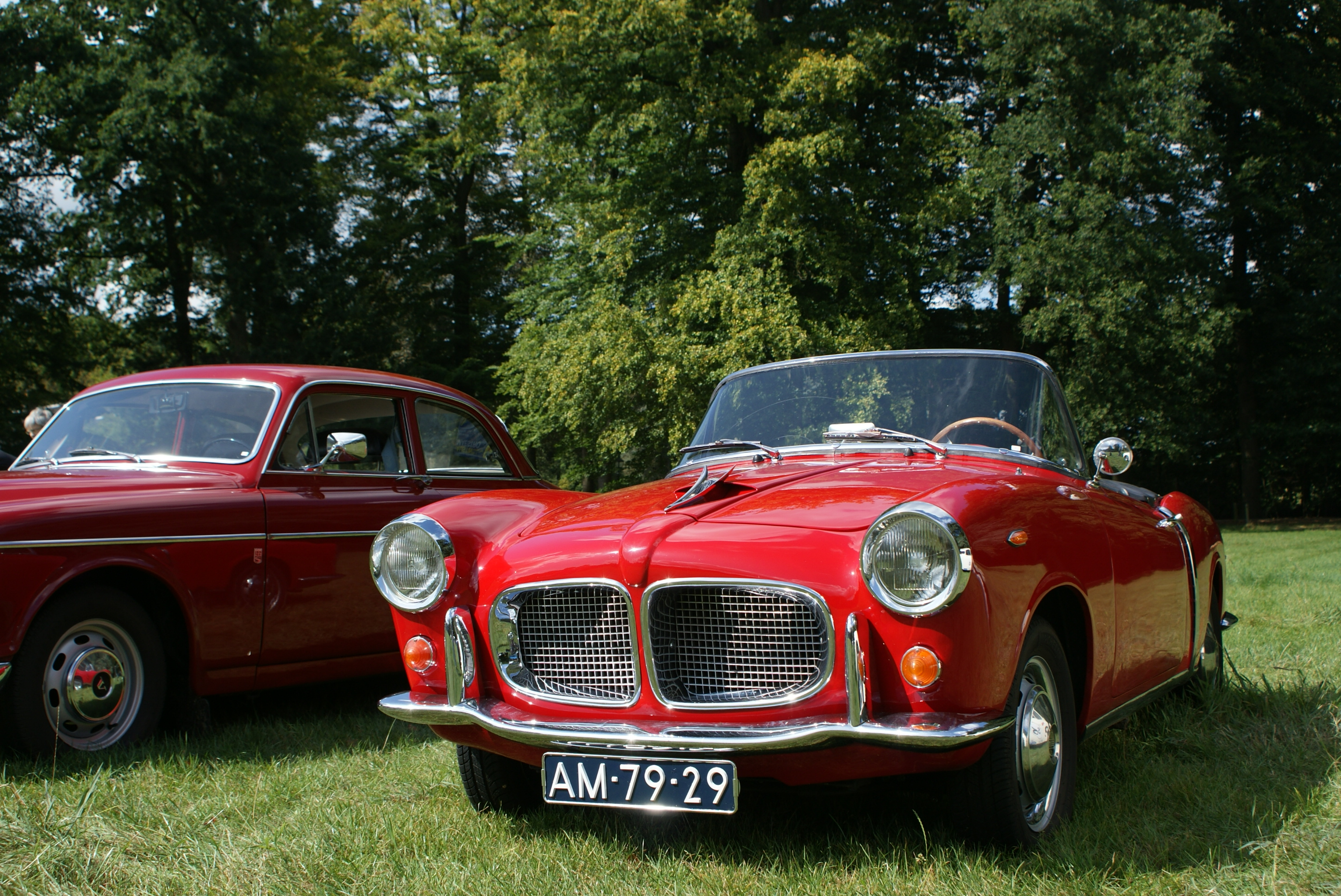
Fiat 1100-103 TV Trasformabile (1957)

La primera oportunidad de Fiat en el rápido crecimiento del mercado de  autos deportivos en los años cincuenta fue el Fiat TV Transformbile. Por la cual en marzo de 1955, el «1100/103 Trasformabile», un pequeño spyder biplaza, fue presentado en el Salón de Ginebra. Constructivamente estrechamente relacionado y equipado con la mecánica de la 103 TV berlina, el diseño de inspiración americana fue obra de la división de carrocerías especiales de Fiat (Sezione Carrozzerie Speciali), liderado por el diseñador de automóviles e ingeniero Fabio Luigi Rapi, con una apariencia muy americana, y con 53 CV, era de poca potencia para competir con el muy exitoso MG MG A. 571 de estos primera serie Trasformabiles fueron construidos. En 1956 recibió un motor más potente (tres caballos más de fuerza) y una suspensión trasera modificada. 450 más de éstos fueron construidos. Desde 1957 el Trasformabile, rebautizado como el 1200 Spyder, fue equipado con el más poderoso motor 1221 cc con 55 CV (40 kW). La producción de este modelo se mantuvo hasta 1959, con alrededor de 2.360 de los 1.2 litros construidos. El 1.2 también recibió ligeros cambios en el diseño frontal y trasero, con faros más grandes siendo la diferencia más notable.El 1200 Trasformabile fue reemplazado en 1959 por el Fiat 1200 Cabriolet diseñado por Pininfarina.

### Fiat 1200-103 (1957–1961)
En noviembre de 1957 Fiat introdujo en Salón de Turín una versión del mismo auto pero con motor más grande, denominada 1200 Granluce o simplemente Fiat 1200. El 1200 estaba equipado con un nuevo motor de 1221 cc desarrollando 55 CV (40 kW). Este modelo fue destinado a sustituir al Fiat 1100-103TV, el 1200, aunque básicamente el mismo coche, difería del 1100 de la época en una carrocería más moderna y angulosa, así como las aperturas de las puertas que abrían hacia adelante. El Fiat 1200 fue sustituido en el año 1961 por el Fiat 1300.
En 1960, se presentaron una nueva versión del 1100 con las puertas que abrían hacia adelante de la berlina y familiar con la denominación Export con el motor de 50 CV y el «Speciale» adoptaba el motor del descontinuado 1200.

### Fiat 1100D / Fiat 1100R (1962–1969)

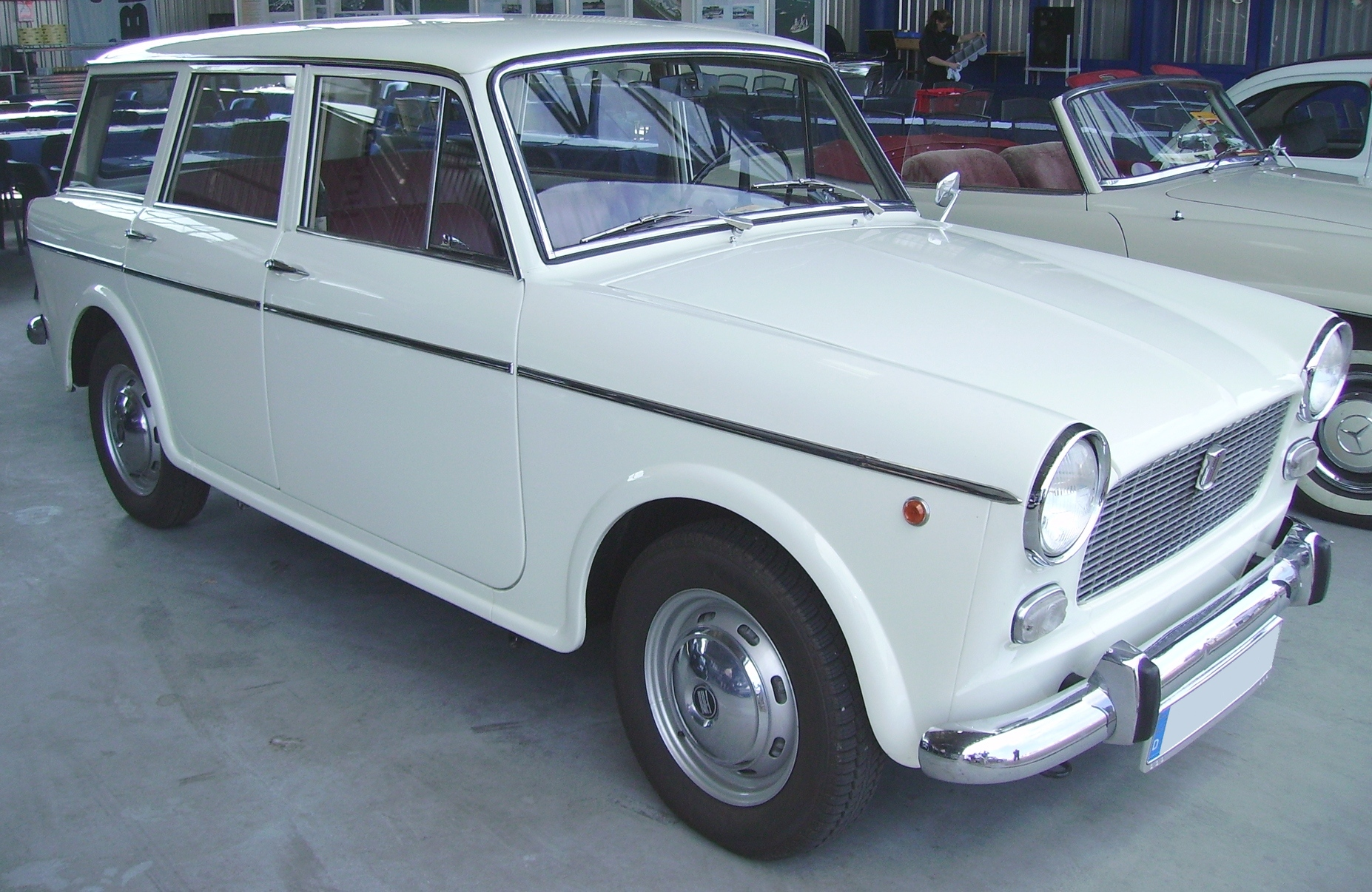
Fiat 1100 D (1962–66)

A partir de 1962 Fiat presentó la tercera generación de 1100, llamado el 1100 + una nomenclatura alfabética, «D» (1962–1966) (D asociado con Delight, «Delicia o Deleite»), y  «R» (1966–1969) (R asociado con Rinnovata, «Renovado»).

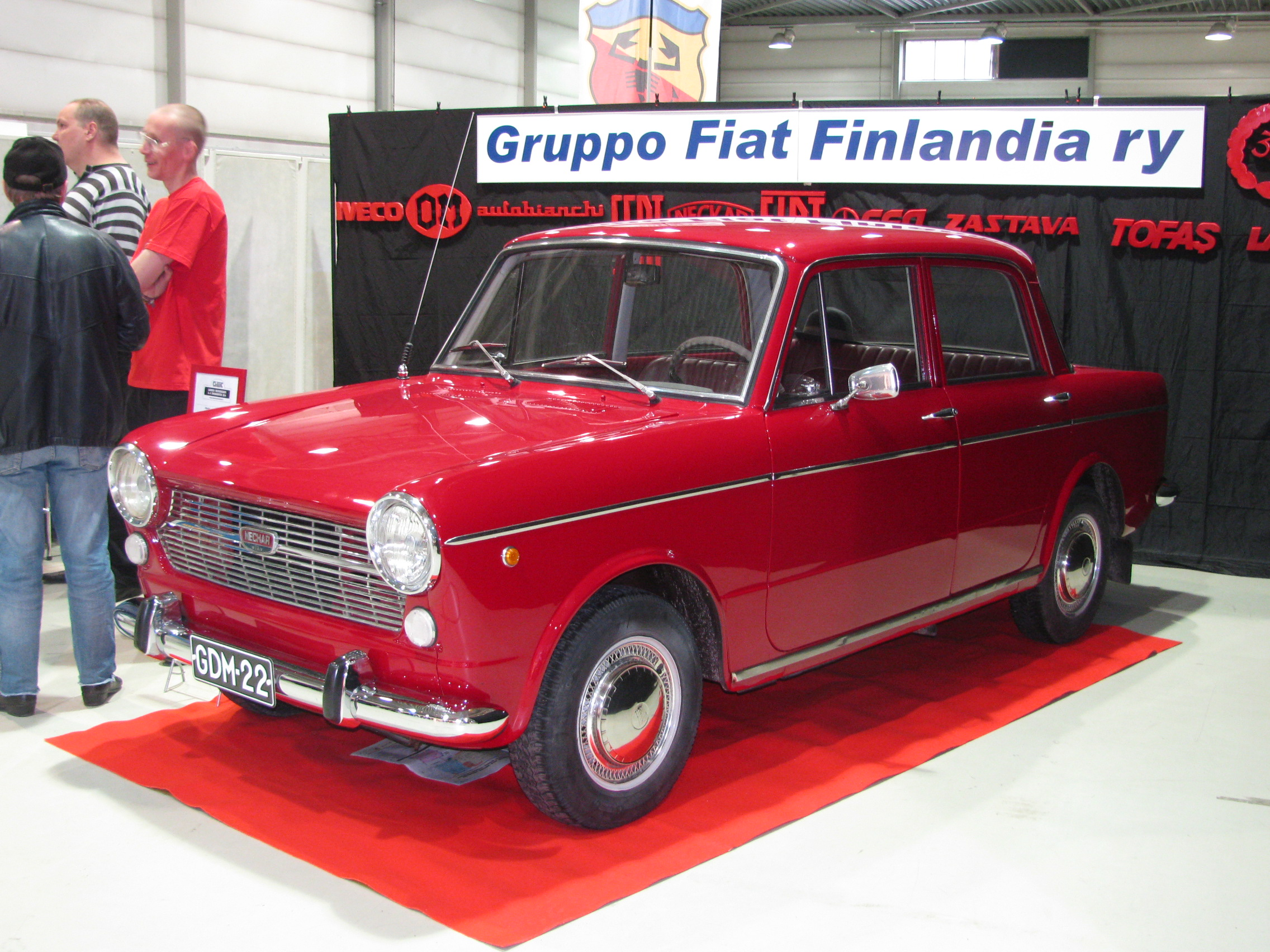
Fiat 1100 R (1967–69)

El 1100D vino con la cilindrada del motor aumentada a 1.221 cm³, tal como existía desde hacía tiempo en la variante francesa, el Simca 8.
En 1966, se inició la producción del 1100R, nueva versión del modelo, que retornaba a la antigua cilindrada de 1089  cm³, e incorporaba frenos delanteros de disco y llantas de trece pulgadas, teniendo gran éxito hasta el año 1969, en que sería sustituido por el revolucionario Fiat 128.
A lo largo de décadas, el coche fue comercializado en diversos países europeos y en la India – que su producción continuó hasta el año 2000 – entre otros. Cuando su producción cesó en Italia en 1969, se habían fabricado un total de 1.768.375 unidades, sin contar las fabricadas fuera de su país de origen bajo licencia. El Fiat Tipo 103 berlina y familiar fue fabricado bajo licencia por la germana Fiat Neckar como el NSU-Fiat Neckar, y el Neckar Millecento.

### Cronología del Tipo 103
El coche fue ofrecido en berlina y familiar de 4 puertas entre los años 1953 y 1969, y spyder de dos plazas entre los años 1955 y 1959. Cambios importantes durante el ciclo del modelo se produjeron en 1957, 1962 y 1966.

#### 1100 Berlina/Familiar
- 1.ª serie (103) (1953–56)
- 2.ª serie (103E)  (1956–57)
- 3.ª serie (103D-G-H)  (1957–62)
- 4.ª serie (1100D)  (1962–66)
- 5.ª serie (1100R)  (1966–69)

#### 1200 Berlina
- 3.ª serie (103 1200)  (1957–61)

#### Spyder
- 1.ª serie (103 1100) Trasformabile (1955–56)
- 2.ª serie (103 1100) Trasformabile (1956–57)
- 3.ª serie (103 1200) 1200 Spyder  (1957–59)

## En Argentina
En 1960, la planta Fiat Argentina S.A., empezó a producirlo en (Argentina]. En abril de ese año, el primer coche fabricado por dicho establecimiento pero en la planta de Caseros, Provincia de Buenos Aires, fue un Fiat 600 D pintado de color gris, y poco tiempo después se lanzó el Fiat 1100, basado en el 1100/103 D Export, complementando la producción con 4000 unidades anuales.
Entre 1960 y 1961 salían de fábrica con pintura bicolor, y dos estrechas molduras bajo la luna posterior y el parabrisas, no disponían de derivabrisas en las puertas delanteras, los intermitentes laterales tenían forma de «gota de agua», y un cenicero en el dorso del respaldo del asiento delantero. A partir de 1962 y hasta el año 1963, la pintura era monocolor, equipaban anchas molduras, derivabrisas en las puertas delanteras, y los ceniceros iban situados en las puertas traseras.

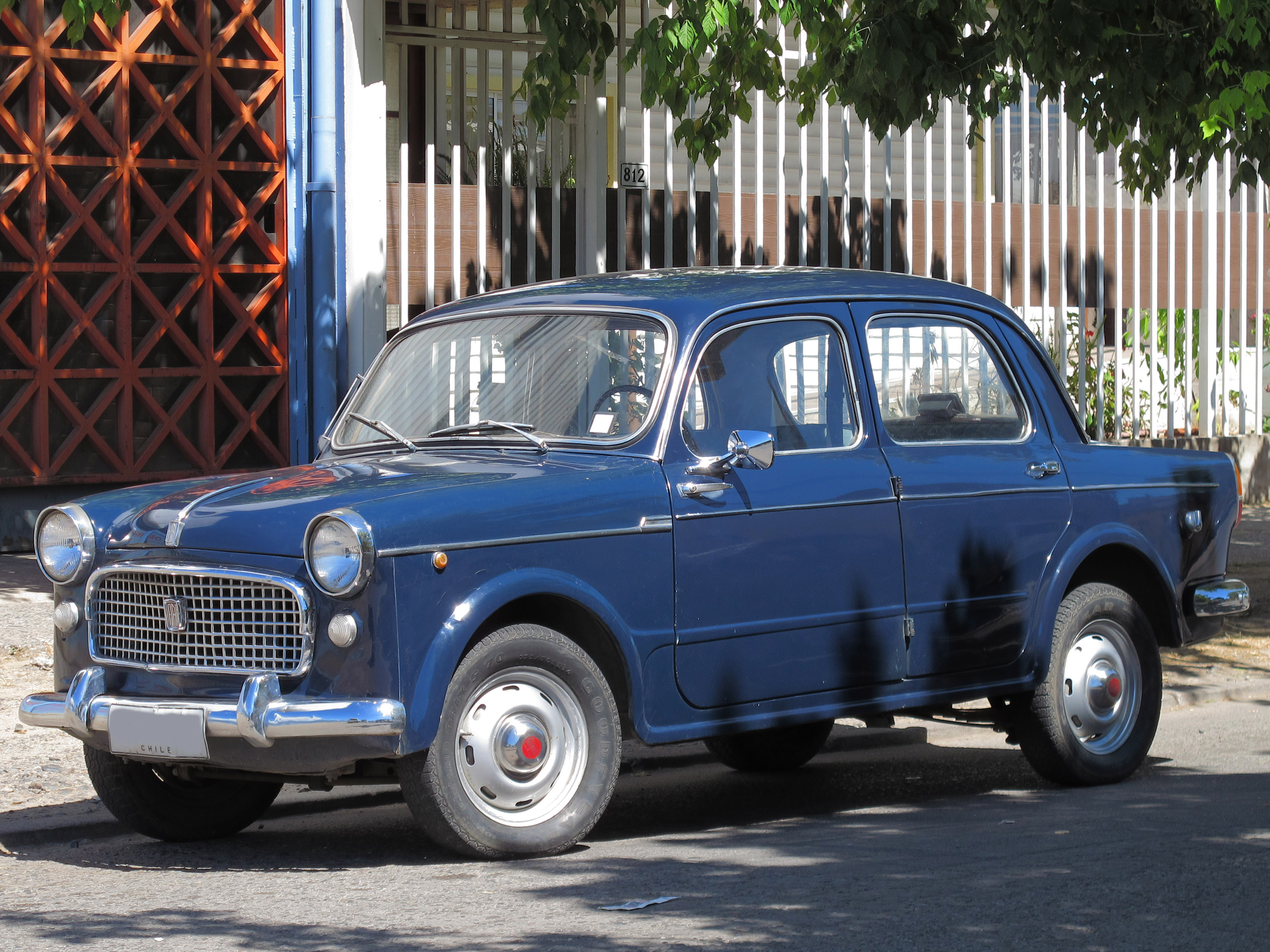
Fiat 1100/103 (1960)

Las primeras unidades, fueron de origen italiano con ciertos componentes fabricados en Argentina. En cambio, los de 1962 y 1963 eran de origen argentino con algunos elementos importados de Italia, como el tablier y la instalación eléctrica; en estos últimos, y según las estadísticas, había un 25% de fabricación italiana, y un 75% argentina.
En 1963, y tras tres años de éxito, se decidió terminar con la producción del 1100, siendo reemplazado por el Fiat 1500 Gran Clase, cuya versión familiar se presentaría un año más tarde. Se llegaron a producir 23.152 unidades en sus años de fabricación.

### Características
Con cuatro cilindros en línea, y válvulas en cabeza accionadas mediante árbol de levas lateral a través de varillas y balancines, el motor tiene una relación de compresión de 7,0:1 y 49 CV de potencia. El sistema de refrigeración tiene una capacidad de 11,5 litros. El generador eléctrico es una Dínamo de 12V y 230 vatios de potencia, y equipa un carburador descendente monocuerpo Solex C 32 PBIC, teniendo el depósito de combustible una capacidad de 38 litros. La palanca de cambios se halla en la columna de dirección, y los frenos son hidráulicos con tambores en las cuatro ruedas.